# 권소이
권소이(1995년 11월 4일 ~ )는 대한민국의 배우이다.
- 2016년 북아메리카 미국으로 이민 하고 미국 로스엔젤레스 뮤지컬배우 데뷔 하였다.
- 2017년 1년만에 아시아 대한민국 돌아온뒤 대한민국 베어 더 뮤지컬 데뷔 이전하여 데뷔 하였다.

## 드라마
- 2021년 : MBC 일일연속극 《밥이 되어라》- 황필선 역
- 2022년 : JTBC 토일드라마 《디 엠파이어 : 법의 제국》- 이아정 역

## 공연
- 2017년 : 베어 더 뮤지컬
- 2018년 : 연애플레이 리스트
- 2020년 : 유앤잇

## 뮤지컬
- 2018년 : 작작의 처음 여는 극장
- 2019년 : 빨래